# Hermann Suter

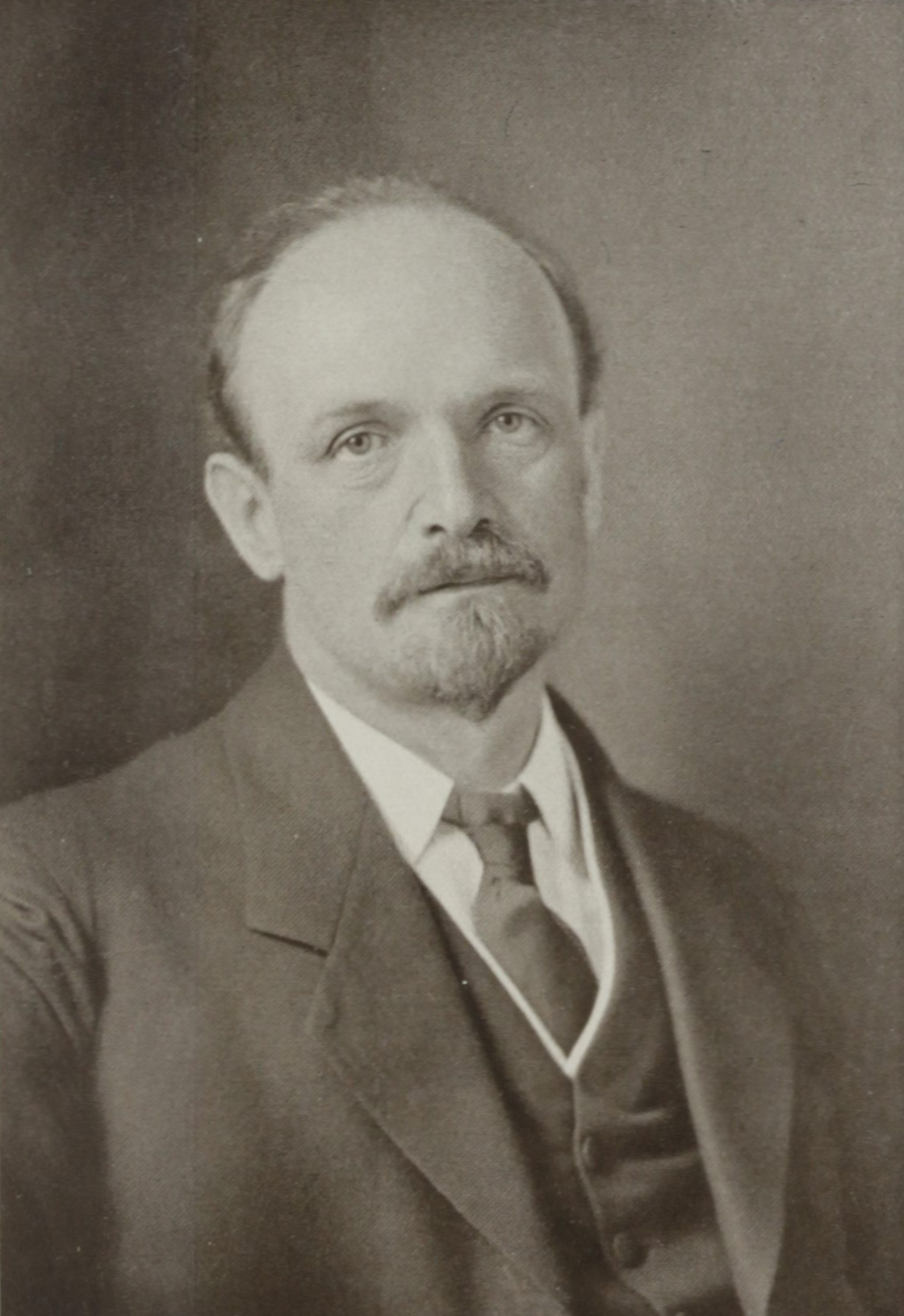
Aufnahme aus den 1920er Jahren

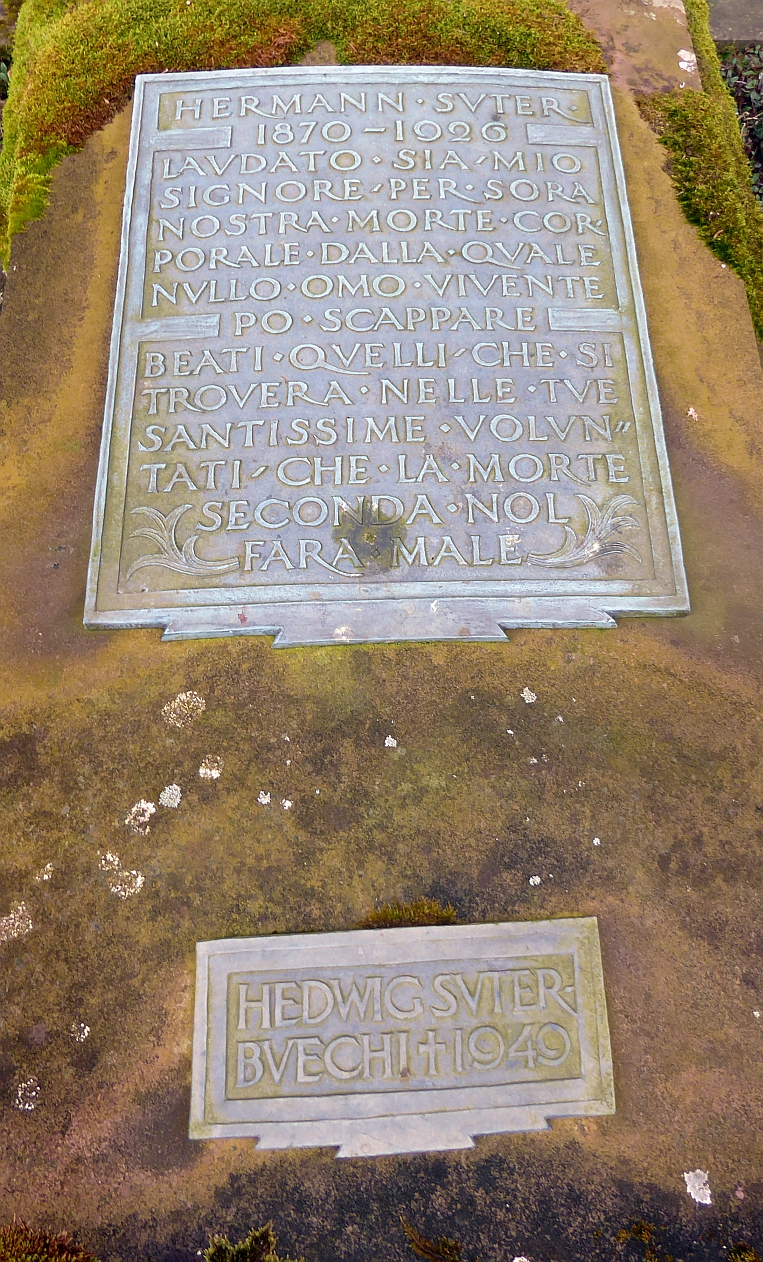
Grab auf dem Friedhof am Hörnli, Riehen, Basel-Stadt

Hermann Suter (* 28. April 1870 in Kaiserstuhl (Aargau); † 22. Juni 1926 in Basel) war ein Schweizer Komponist und Chordirigent.

## Leben

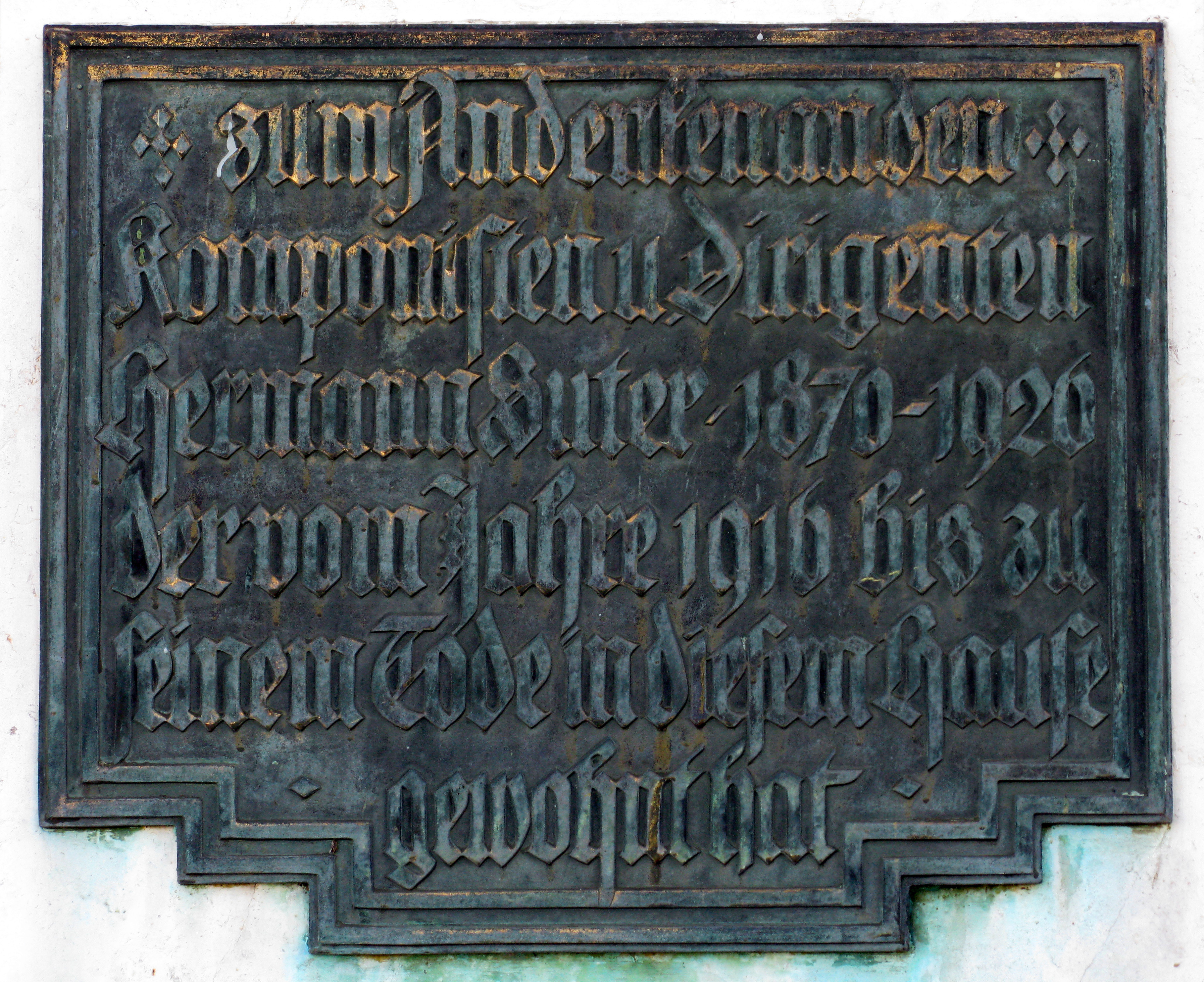
Gedenktafel für Hermann Suter auf St. Margarethen in Binningen

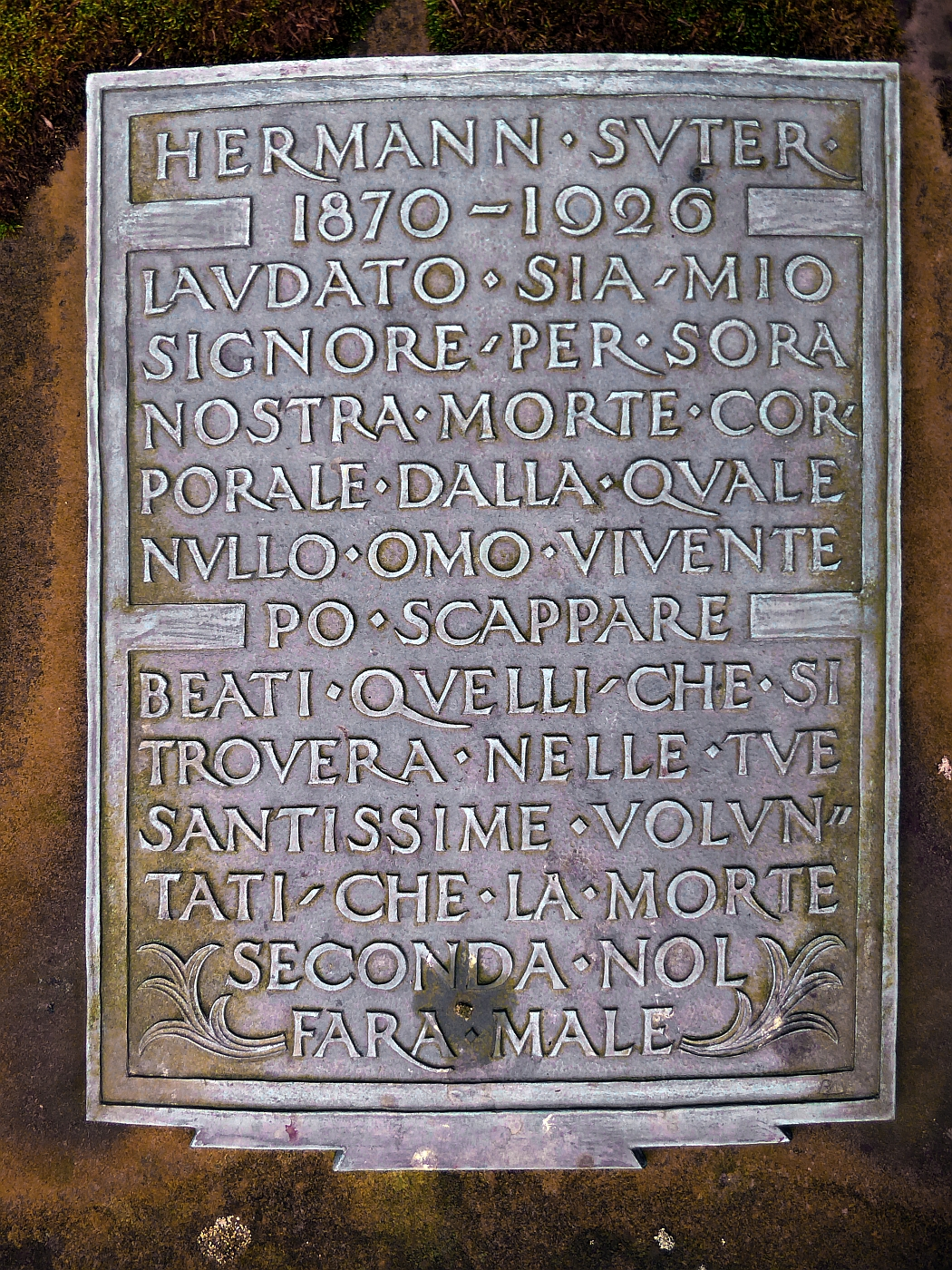
Grabinschrift auf dem Friedhof am Hörnli, Riehen, Basel-Stadt

### Jugend
Hermann Suter wuchs in Laufenburg auf, wo sein Vater Hermann Suter sen. als Oberlehrer, Organist und Chordirigent wirkte. Der Vater förderte den musikbegabten Sohn, der 1885 als vielseitig interessierter Schüler ins humanistische Gymnasium Basel eintrat.

### Ausbildung und Wirkungsstätten
Nach seiner Ausbildung bei Hans Huber in Basel, am Konservatorium Stuttgart und bei Carl Reinecke in Leipzig trat er bei Konzerten seines Vaters in Laufenburg als Sänger auf.
Ab 1892 wohnte er in Zürich, von wo aus er als Musiklehrer, Organist und Dirigent der Männerchöre Winterthur (ab 1897), Schaffhausen, Zürich-Wiedikon, des Oratorienchores Uster, der Kirchenchöre Zürich-Enge und Augustinerkirche Zürich und als Nachfolger Friedrich Hegar des Gemischten Chores Zürich tätig war.
1902 wurde er nach Basel berufen als Direktor der Allgemeinen Musikgesellschaft. Er dirigierte deren Sinfoniekonzerte und übernahm auch die Leitung des Basler Gesangvereins und der Basler Liedertafel. Ab 1918 war er ausserdem für drei Jahre Direktor des Basler Konservatoriums.
Ab 1916 lebte Suter bis zu seinem Tode in Binningen auf St. Margarethen.
Sein gesundheitlicher Zustand veranlasste ihn 1925 von allen Ämtern zurückzutreten.

## Werke (Auswahl)
Stilistisch steht Suter weniger seinem Lehrer Hans Huber, sondern eher Johannes Brahms nahe. Als sein bedeutendstes Werk gilt das 1923 entstandene spätromantische Oratorium Le Laudi di San Francesco d’Assisi nach dem Sonnengesang des Franz von Assisi, das ihn erst international bekannt machte. 1924 wurde das Oratorium zum hundertjährigen Jubiläum des Basler Gesangvereins durch Suter uraufgeführt. Frühere Werke sind – neben Kammer- und Chormusik – eine Sinfonie in d-Moll (1914), ein für Adolf Busch geschriebenes Violinkonzert und eine sinfonische Dichtung. 1923 schrieb er die Musik zum Festspiel Wettstein und Riehen von Albert Oeri; daraus stammt der bis heute populäre Wettsteinmarsch. Suter schrieb auch eine neue Schweizer Nationalhymne (der Text dazu stammte von Carl Albrecht Bernoulli), die sich aber nicht durchsetzen konnte. Unter den zahlreichen Kompositionen finden wir auch das Lied von Laufenburg.

## Würdigung
Hermann Suter jun. war ein weitum bekannter Schweizer Komponist und Chordirigent. Neben Friedrich Hegar und Hans Huber gilt Suter ausserdem als wichtiger Vertreter der Instrumental-  und Chormusik  im Deutschschweizer Raum an der Wende zum 20. Jahrhundert.

## Ehrungen
- 1913 ehrte ihn die Universität Basel für seine Verdienste mit der Ehrendoktorwürde
- Die Stadt seiner Jugend ehrte ihn durch die Verleihung des Laufenburger Ehrenbürgerrechts. Zum 50. und 75. Todestag wurde in Laufenburg sein grosses Werk Le Laudi aufgeführt.[1]
- Beim Schweizerischen Tonkünstlerverein (heute SONART), dessen Vorstand er angehörte, besteht seit 1962 eine Hermann-Suter-Stiftung (Fondation Hermann Suter) zur Förderung junger Musiker.[3]